# SK Heusden 06
SK Heusden 06 is een Belgische voetbalclub uit Heusden in Limburg. De club is bij de Belgische Voetbalbond aangesloten met stamnummer 9483 en heeft groen-zwart als kleuren. De eerste ploeg treedt aan in de Limburgse Derde Provinciale.

## Geschiedenis
SK Heusden 06 werd in 2006 opgericht na het failliet van de ex-eersteklasser K. Beringen-Heusden-Zolder (KBHZ). De restanten van KBHZ gingen samenwerken met de club Berkenbos VV Heusden, uit het gehucht Berkenbos. Die club nam weliswaar de naam KVV Heusden-Zolder aan, maar bleef op de terreinen in Berkenbos. Anderen wilden echter terug een voetbalclub brengen in Heusden-centrum. En zo richtte het bestuur van de supportersclub van KBHZ SK Heusden 06 op. Deze club ging spelen in een stadion aan de Noordberm, waar KBHZ zijn laatste competitiejaren had gespeeld.
Men begon het eerste seizoen 2006/07 in de Vierde Provinciale A, het allerlaagste niveau. De ploeg behaalde een 7de plaats en miste net de eindronde. In het seizoen 2007/08, hun tweede seizoen, strandde men op de 13de stek. De club is in 15 jaar tijd uitgegroeid tot een gezonde en goed draaiende club. In 2023 speelde men na 17 jaar in vierde provinciale voor het eerst mee in de eindronde voor promotie die ze verloren. 
In 2024 was het, via de eindronde, eindelijk prijs waardoor ze voor het eerste promoveerde naar derde provinciale.

## Resultaten
| Seizoen | Klasse | Klasse | Klasse | Klasse | Klasse | Klasse | Klasse | Klasse | Klasse | Reeks                                                    | Punten                                                   | Opmerkingen |
|         | I      | I      | II     | III    | IV     | P.I    | P.II   | P.III  | P.IV   |                                                          |                                                          | |
| ------- | ------ | ------ | ------ | ------ | ------ | ------ | ------ | ------ | ------ | -------------------------------------------------------- | -------------------------------------------------------- | --- |
| 2006/07 |        |        |        |        |        |        |        |        | 7      | Vierde Prov. Lim. A                                      | 45                                                       | |
| 2007/08 |        |        |        |        |        |        |        |        | 15     | Vierde Prov. Lim. D                                      | 26                                                       | |
| 2008/09 |        |        |        |        |        |        |        |        | 12     | Vierde Prov. Lim. A                                      | 41                                                       | |
| 2009/10 |        |        |        |        |        |        |        |        | 13     | Vierde Prov. Lim. A                                      | 26                                                       | |
| 2010/11 |        |        |        |        |        |        |        |        | 9      | Vierde Prov. Lim. B                                      | 39                                                       | |
| 2011/12 |        |        |        |        |        |        |        |        | 7      | Vierde Prov. Lim. A                                      | 45                                                       | |
| 2012/13 |        |        |        |        |        |        |        |        | 7      | Vierde Prov. Lim. A                                      | 53                                                       | |
| 2013/14 |        |        |        |        |        |        |        |        | 16     | Vierde Prov. Lim. A                                      | 15                                                       | |
| 2014/15 |        |        |        |        |        |        |        |        | 7      | Vierde Prov. Lim. A                                      | 38                                                       | |
| 2015/16 |        |        |        |        |        |        |        |        | 8      | Vierde Prov. Lim. A                                      | 45                                                       | |
|         | 1A     | 1B     | 1Am    | 2Am    | 3Am    | P.I    | P.II   | P.III  | P.IV   | Vanaf 2016-17 zijn er 3 nationale en 2 regionale niveaus | Vanaf 2016-17 zijn er 3 nationale en 2 regionale niveaus | Vanaf 2016-17 zijn er 3 nationale en 2 regionale niveaus                                                       |
| 2016/17 |        |        |        |        |        |        |        |        | 7      | Vierde Prov. Lim. C                                      | 37                                                       | |
| 2017/18 |        |        |        |        |        |        |        |        | 6      | Vierde Prov. Lim. A                                      | 52                                                       | |
| 2018/19 |        |        |        |        |        |        |        |        | 8      | Vierde Prov. Lim. A                                      | 47                                                       | |
| 2019/20 |        |        |        |        |        |        |        |        | 5      | Vierde Prov. Lim. C                                      | 48                                                       | Seizoen vroegtijdig stopgezet                                                                                  |
| 2020/21 |        |        |        |        |        |        |        |        | 11     | Vierde Prov. Lim. B                                      | 6                                                        | Seizoen geschrapt wegens de Coronacrisis                                                                       |
| 2021/22 |        |        |        |        |        |        |        |        | 6      | Vierde Prov. Lim. C                                      | 52                                                       | |
| 2022/23 |        |        |        |        |        |        |        |        | 4      | Vierde Prov. Lim. A                                      | 53                                                       | gewonnen in promotie-eindronde tegen KSK Meeuwen B (3-0), vervolgens verloren tegen FC Future Winterslag (1-2) |
| 2023/24 |        |        |        |        |        |        |        |        | 2      | Vierde Prov. Lim. B                                      | 59                                                       | Promotie via eindronde                                                                                         |
| 2024/25 |        |        |        |        |        |        |        | 8      |        | Derde Prov. Lim. A                                       | 42                                                       | |
| 2025/26 |        |        |        |        |        |        |        |        |        | Derde Prov. Lim. A                                       |                                                          | |